# Gnash
Gnash è un lettore multimediale sviluppato e mantenuto dal progetto GNU, concepito per la riproduzione di files multimediali in formato Shockwave Flash (SWF). È utilizzabile anche come plugin per browser web. Si tratta di software libero pubblicato sotto licenza GPL.
Questo programma è al primo posto, tra i progetti ad alta priorità della Free Software Foundation, progetti che la FSF chiede di supportare in quanto importanti per incrementare l'adozione e l'utilizzo del software libero.
Flash è stato dichiarato obsoleto il 31 dicembre 2020.

## Caratteristiche
Al momento il riproduttore è in grado di mostrare file Flash, cioè in formato SWF, fino alla versione 7 del formato, supporta tuttavia anche diverse funzionalità delle versioni 8 e 9. Tuttavia il programma è ancora in versione alfa ed è oggetto di lavori assidui da parte degli sviluppatori.
Dalla versione 0.8.8 gli sviluppatori hanno iniziato a sviluppare il supporto alle Video Acceleration API (vaapi), permettendo così alle schede video compatibili di accelerare via hardware i contenuti flash.
Gnash, a differenza del player Adobe permette la riproduzione anche su sistemi a 64 bit. Supporta anche molte piattaforme (oltre alle normali CPU Intel e AMD) differenti come MIPS, ARM, PowerPC a 64 bit.
Risente tuttavia di alcune limitazioni, poiché l'attuale versione del programma proprietario di Adobe per la riproduzione di file Flash permette invece, anche su GNU/Linux, di riprodurre file SWF fino alla versione 10.